# Горюнов, Олег Валентинович
Олег Валентинович Горюнов (6 ноября 1952 года, Казань, ТатССР — 29 мая 2015 года, Пермь, Россия) — советский и российский архитектор, главный архитектор Перми (2001—2003), член Союза архитекторов СССР и России, почётный архитектор России.

## Биография
Родился 6 ноября 1952 года в Казани.

В 1975 году окончил архитектурно-строительный факультет Казанского инженерно-строительного института.

С 1975 года начал работать в институте «Пермгражданпроект», начав с должности архитектора и пройдя путь до руководителя группы этого института.

В 1996 году — перешёл на работу в ЗАО «Пермградпроект».

В 2001—2003 гг. — главный архитектор Перми.

Умер 29 мая 2015 года в Перми.

## Основные архитектурные проекты
- Участие во Всесоюзном конкурсном проекте «Культурный центр для зон отдыха и туризма», 1973 (Поощрительная премия).
- Разработка проекта жилого дома по ул. Островского, 111 (Пермь), 1975—1976.
- Исполнение авторского проекта Информационно-вычислительного центра объединения «Пермлеспром», 1976—1977.
- Проектирование двухзального кинотеатра (1600 и 300 мест), сблокированного с кафе на 450 посадочных мест (Пермь), 1977—1981 (в соавторстве с В. А. Красновым, А. А. Виноградовым, Ю. А. Желниным; художники М. А. Павлюкевич, Ф. Б. Исмагилов; инженер-конструктор А. Ф. Колчанов).
- Проект здания телемеханики и связи нефтепровода «Сургут-Полоцк», 1979 (в соавторстве с Ю. А. Желниным; инженер-конструктор А. Ф. Колчанов).
- Проектирование застройки площади перед Дворцом спорта «Молот» (г. Пермь), 1981.
- Участие в конкурсном проекте на архитектурное решение Дворца спорта «Молот», 1982 (авторский коллектив архитекторов: А. А. Киселев, В. А. Кондауров).
- Проект зала органной музыки в Феодосиевской церкви в Перми, 1982 (авторский коллектив: А. А. Виноградов, Ю. А. Желнин).
- Проект жилого района «Камская долина» в Перми, 1982 (в соавторстве с А. А. Виноградовым, В. А. Красновым).
- Фасады Дворца спорта «Орлёнок» (совместно со скульптором Н. Н. Хромовым)
- Пристройка к средней школе № 22 в Перми (ул. Сибирская, 80). Основной массив школы был построен в конце XIX века (в здании располагался детский приют). Стилистическое и пластическое решение фасадов было навеяно архитектурой прошлого столетия. За эту работу он стал первым лауреатом областной премии в области культуры и искусства.